# Friedrich Rudolf Bernhard von Schwerin

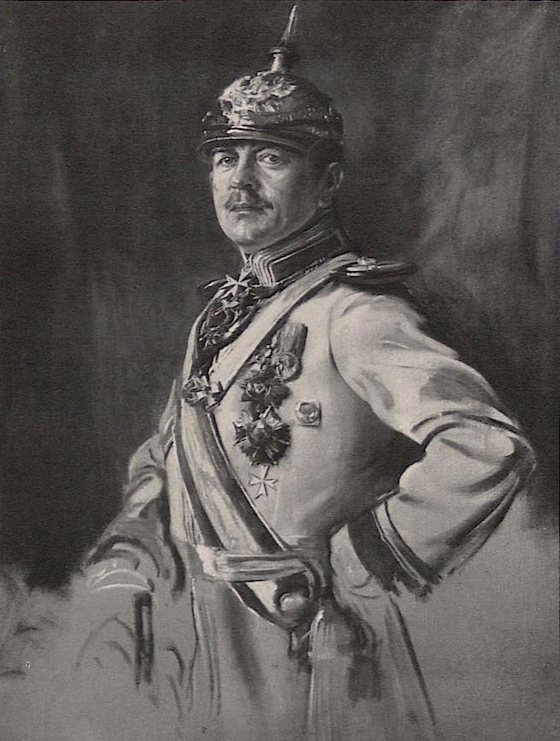
Friedrich von Schwerin (Porträt von Caspar Ritter um 1908)

Graf Friedrich Rudolf Bernhard von Schwerin, auch mit Besitznamen von Schwerin-Stolpe genannt (* 7. Mai 1869 in Dargibell, heute Ortsteil von Neu Kosenow; † 19. März 1924 in Greifswald) war Gutsbesitzer und königlicher preußischer Hofmarschall.

## Leben
Friedrich von Schwerin entstammte dem Adelsgeschlecht derer von Schwerin. Er war der jüngere Sohn von Bernhard Wilhelm Helmut Karl von Schwerin (1831–1906) und dessen Frau Wally, geb. von Katte (1842–1931).
Als zweitem Sohn war für Friedrich eine Laufbahn als Offizier oder im Staatsdienst vorgesehen. Nach seiner Dienstzeit im Kürassier-Regiment „Königin“ (Pommersches) Nr. 2 in Pasewalk trat er in den preußischen Hofdienst und wurde dort Kammerherr und Hofmarschall. Als Hofmarschall leitete er die Hofhaltung des Prinzen Friedrich Leopold von Preußen. Sein militärischer Rang war zuletzt Major der Reserve.

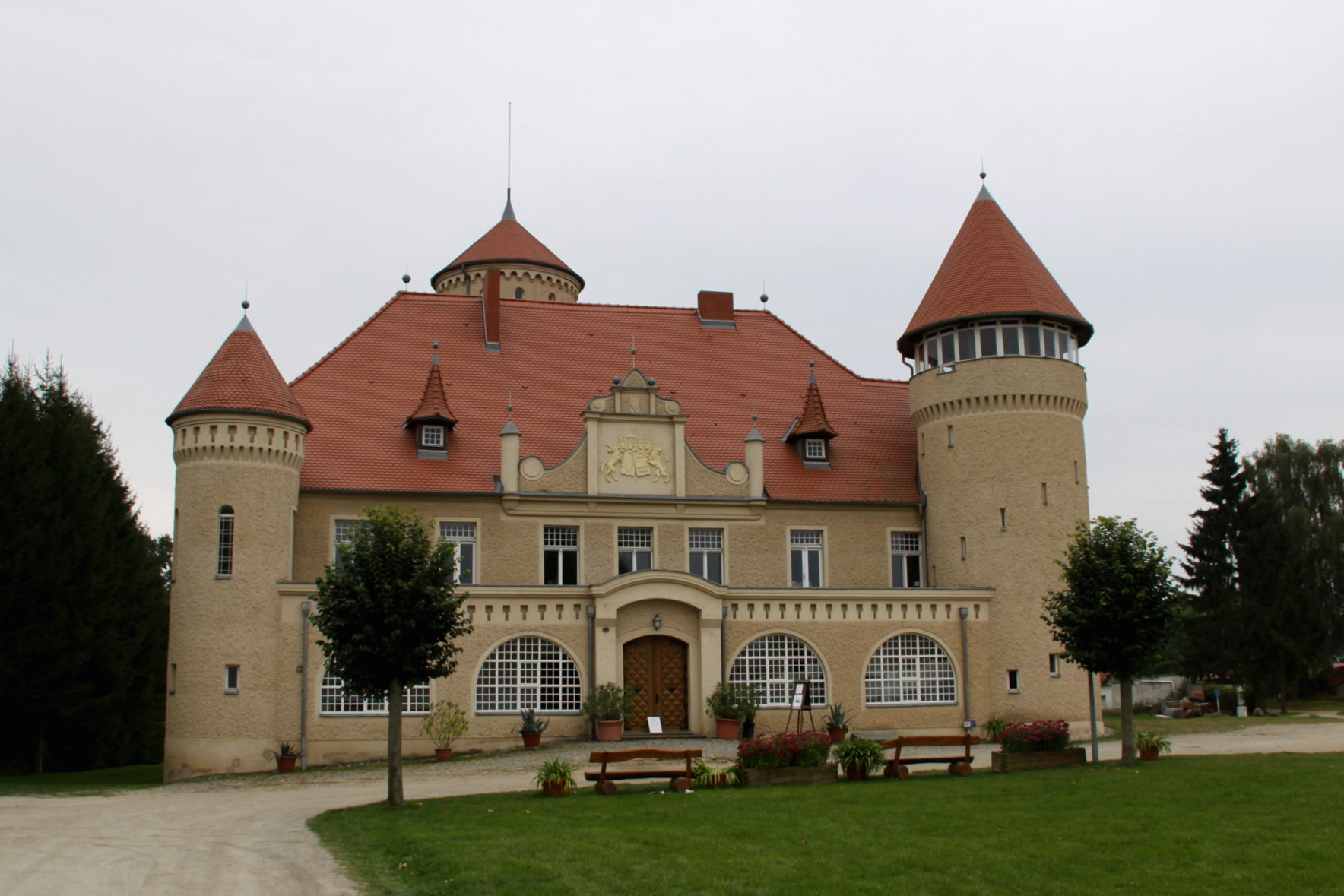
Schloss Stolpe

Von seinem Vater erhielt er 1895 Stolpe auf Usedom mit dem Vorwerk Ost-Klüne. Bis 1905 ließ er das Schloss Stolpe umfassend umbauen. Daneben war er Fideikommissherr auf Busow mit Luisenhof.

## Familie

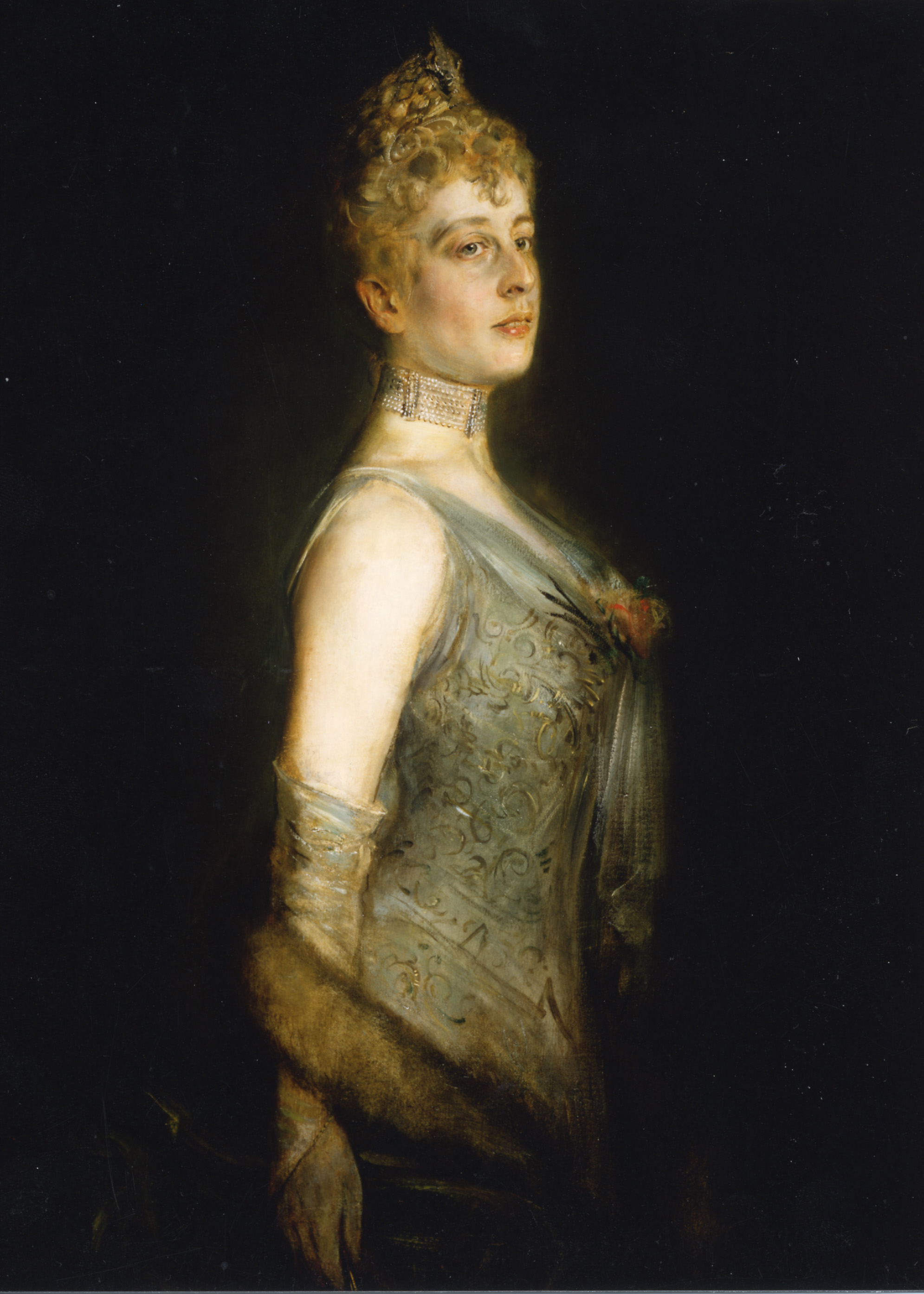
Freda von Schwerin (Porträt von Franz von Lenbach, ca. 1900)

Graf Friedrich von Schwerin heiratete am 13. März 1895 in Berlin Freda Anna Wilhelmine von Kleist (* 18. Mai 1872; † 14. März 1957), Tochter des Generals Karl Wilhelm Heinrich von Kleist (1836–1917), Enkelin von Helmuth von Gordon und Ehrendame des Theresienordens. Das Paar hatte zwei Söhne:
- Karl Joseph (1895–1941, gefallen), erbte Stolpe und Busow, ⚭ 1938 Margarete von Bernstorff (* 1906)
- Hans Heinrich (1897–1918, bei einem Flugzeugunfall in Belgien)[3]

Friedrich von Schwerin wurde in der Familiengrabstätte in Stolpe beigesetzt, wo sein Grab erhalten ist. Freda Gräfin von Schwerin musste Stolpe nach der Bodenreform 1945 verlassen. Die Umstände ihrer Beisetzung 1957 in Stolpe wurden literarisch von Wolfgang Kohlhaase verarbeitet und 1992 als Begräbnis einer Gräfin von Heiner Carow verfilmt.

## Auszeichnungen
- Roter Adlerorden, 4. Klasse[5]
- Königlicher Kronen-Orden (Preußen), 3. Klasse
- Landwehr-Dienstauszeichnung, 1. Klasse
- Johanniterorden, Rechtsritter
- Hausorden Albrechts des Bären, Kommandeur 2. Klasse
- Zivilverdienstorden (Bulgarien), Großkreuz
- Orden vom Doppelten Drachen, II. Klasse, 2. Stufe
- Greifenorden, Großkomturkreuz
- Oldenburgischer Haus- und Verdienstorden des Herzogs Peter Friedrich Ludwig, Ehren-Komtur
- Orden unserer lieben Frau von Vila Viçosa, Großkreuz
- Sankt-Stanislaus-Orden, II. Klasse mit Stern
- Hausorden vom Weißen Falken, Komtur mit Stern
- Orden de Isabel la Católica, Großkreuz